# Музей Мандралиска
Музей Мандралиска (итал. Museo Mandralisca) — междисциплинарный музей в Чефалу (Сицилия).
Музей находится в здании XIX века, принадлежавшем знатному роду Мандралиска. Основу коллекции составляет частное собрание барона Энрико Пирайно ди Мандралиска. В 1853 году он передал своё имущество в дар городу.

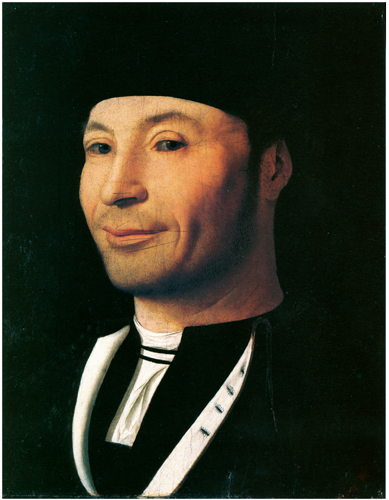
Антонелло да Мессина. Портрет неизвестного. Ок. 1465

Собрание музея отражает широкий круг интересов барона ди Мандралиска, коллекционера, филантропа и мецената, увлекавшегося археологией, историей, нумизматикой, искусством и малакологией. В коллекции картин, собранных бароном, особое место занимает «Портрет неизвестного» кисти Антонелло да Мессины. Археологические находки представлены в основном предметами, найденными в ходе раскопок на Липари, в Тиндари и в Чефалу. Нумизматическая коллекция состоит из монет Сицилии и Липари. Коллекция моллюсков, экспонируемая в музее, является одной из самых богатых в Европе и включает в себя редкие сицилийские виды. Орнитологическая коллекция представлена 130 экземплярами. Весьма обширно также собрание книг, находящееся в музее: оно содержит около 7000 томов, в числе которых две инкунабулы. Кроме того, в музее экспонируются мебель и предметы искусства, принадлежавшие семейству Мандралиска.